# Olympische Sommerspiele 2020/Reiten – Springreiten Mannschaft
Der Mannschaftswettbewerb im Springreiten bei den Olympischen Spielen 2020 in Tokio wurde am 6. und 7. August 2021 im Baji Kōen (auch als Equestrian Park bezeichnet) ausgetragen. Alle Prüfungen fanden unter Flutlicht statt.

## Zeitplan
| Runde         | Datum          | Uhrzeit                               |
| ------------- | -------------- | ------------------------------------- |
| Qualifikation | 6. August 2021 | 19:00 Ortszeit (12:00 deutscher Zeit) |
| Finale        | 7. August 2021 | 19:00 Ortszeit (12:00 deutscher Zeit) |

## Qualifikation
Insgesamt gab es 20 Startplätze. Jede Nation, die für den Mannschaftswettbewerb im Springreiten qualifiziert hatte, erhielt auch drei Startplätze im Einzelwettbewerb.
| Kontinent   | Qualifizierte Mannschaften | Qualifizierte Mannschaften | Qualifizierte Mannschaften | Qualifizierte Mannschaften | Qualifizierte Mannschaften |
| ----------- | -------------------------- | -------------------------- | -------------------------- | -------------------------- | -------------------------- |
| Afrika      | Ägypten                    |                            |                            |                            |                            |
| Asien       | Japan                      | China                      | Marokko                    |                            |                            |
| Europa      | Belgien                    | Deutschland                | Frankreich                 | Großbritannien             | Irland                     |
| Europa      | Israel                     | Niederlande                | Schweden                   | Schweiz                    | Tschechien                 |
| Nordamerika | Vereinigte Staaten         | Mexiko                     | Argentinien                |                            |                            |
| Ozeanien    | Australien                 | Neuseeland                 |                            |                            |                            |
| Südamerika  | Brasilien                  |                            |                            |                            |                            |

## Titelträger
| Olympiasieger | Frankreich (Rozier, Staut, Bost, Leprevost)        | Rio de Janeiro 2016 |
| Weltmeister   | Vereinigte Staaten (Ryan, Sternlicht, Kraut, Ward) | Tryon 2018          |

## Prüfungen
Die Mannschaftswettbewerbe bildeten in Tokio, anders als noch vier Jahre zuvor in Rio de Janeiro, den Abschluss der olympischen Springreitwettbewerbe. Der Mannschaftswettbewerb war völlig von den Prüfungen der Einzelwertung getrennt. Dies ging so weit, dass es möglich den Nationen möglich war, in der Mannschaftswertung das Reservepaar der Nation zum Einsatz zu bringen und dafür ein Pferd-Reiter-Paar aus der Einzelwertung nicht im Mannschaftswettbewerb starten zu lassen. Das Deutsche Olympiade-Komitee für Reiterei kündigte schon Anfang Juli 2021 an, Maurice Tebbel und sein Pferd Don Diarado nur im Mannschaftswettbewerb einsetzen zu wollen. Letztlich machten von dieser Regelung diverse Nationen Gebrauch. Somit war die Qualifikation zum Nationenpreis zum Beispiel für Bryan Balsiger (Schweiz), Rodrigo Pessoa (Brasilien) und Simon Delestre (Frankreich) die erste Prüfung bei den Olympischen Spielen in Tokio.
Am 6. August stand die Qualifikation zum Nationenpreises auf dem Programm, an der alle Equipen teilnehmen mussten. Ausgeschrieben war diese Prüfung wie auch der Nationenpreises als Springprüfung nach Fehlern, nicht gegen die Zeit. Das Regelwerk ließ für den gesamten Nationenpreis Hindernisse mit Höhen von bis zu 1,65 Meter zu, eine Hindernishöhe von 1,60 Meter für zumindest für zwei Steilsprünge war zwingend vorgegeben. Streichergebnisse waren nicht mehr vorgesehen, die Ergebnisse aller drei Reiter je Nation gingen in das Ergebnis ein. Gab ein Reiter auf oder schied er aus, hatte somit die gesamte Mannschaft kein vollständiges Ergebnis mehr und schied als Ganzes aus. Bei der Disqualifikation eines Teilnehmers wäre die gesamte Mannschaft disqualifiziert gewesen.
In den Nationenpreises am 7. August zogen die besten zehn Mannschaften des Vortags ein. Die Ergebnisse aus der Qualifikation wurden nicht mitgenommen. Damit ähnelte der Modus jenem des Nations-Cup-Finals. Beim Nationenpreis handelte es sich um eine Springprüfung mit Stechen um die Medaillenränge bei Punktgleichheit. Im Normalumlauf wurde hierbei die Zeit nicht gewertet. Dementsprechend wären punktgleiche Equipen ab dem vierten Rang ex aequo in der Rangierung gewertet worden.
Außergewöhnlich war die Startreihenfolge der Mannschaften im Nationenpreis: Die ersten beiden Reiter einer jeden Mannschaft starteten in umgekehrter Reihenfolge der Mannschaftsergebnisse der Qualifikation. Nach einer Pause änderte sich die Reihenfolge bei den dritten Reitern der Nationen: Die dritten Reitern gingen dann in der Reihenfolge des Zwischenklassements nach dem zweiten Reiter an den Start. Damit wurde sichergestellt, dass die Gewinner der Goldmedaille erst nach dem letzten Ritt feststehen.

## Ergebnisse

### Qualifikationsprüfung
In der Qualifikationsprüfung traten 19 Nationen an: Kurz vor Beginn der Olympischen Spiele war Jamie Kermond, der Mitglied der australischen Springreiterequipe sein sollte, von der australischen Anti-Doping-Behörde positiv auf Kokain getestet und gesperrt worden. Da kein Ersatzreiter zur Verfügung stand, gingen die zwei verbliebenen australischen Reiterinnen nur noch als Einzelstarterinnen an den Start, nicht jedoch in der Mannschaftswertung.
Obwohl die Prüfung nur den Status einer Qualifikationsprüfung hatte, entsprach der Springkurs von Gestaltung und Anspruch her einem vollwertigen Nationenpreisparcours bei Olympischen Spielen. Die erlaubte Zeit war eng gewählt. In Verbindung mit der neuen Situation, dass die Strafpunkte aus dieser Prüfung nicht in das Mannschaftsfinale übertragen werden, entschieden sich viele Mannschaften dafür, Zeitstrafpunkte hinzunehmen. Damit reduzierten sie das Risiko, durch Ritte mit erhöhtem Tempo unnötige Hindernisfehler zu verursachen. Entscheiden mussten sich die Reiter zwischen den Hindernissen 10 und 11, ob sie einen weiten Bogen um die Hindernisse 3 und 4 reiten oder einen direkten Weg wählen. Der direkte Weg nahm jedoch den Fluss aus dem Ritt, so dass sich die meisten Teilnehmer für den längeren Weg entscheiden, auch wenn dieser meist Zeitstrafpunkt zur Folge hatte.
In der ersten Hälfte des Starterfeldes fanden sich überwiegend die eher etwas schwächer eingeschätzten Mannschaften. Diese konnten den Parcours zwar sicher überwinden, kassierten jedoch meist auch etliche Hindernisfehler. Anders Mexiko: Die Mannschaft, die in der Nord- und Zentralamerikadivision des Nations Cups in der Saison 2019 dominiert hatte, startete mit dem ersten Ritt ohne Hindernisfehler innerhalb des Starterfeldes. Der Ire Shane Sweetnam zählte mit seinem Pferd Alejandro in den letzten Jahren zu den leistungsstarken Paaren im nordamerikanischen Springreitsport, doch ihr Auftritt in Tokio verlief unglücklich: Alejandro übersprang sich am mehreren Sprüngen völlig, landete teilweise viel zu früh. Ohne die Möglichkeit als Streichergebnis aufzugeben, versuchte Sweetnam den Kurs zu Ende zu bringen, doch es kam zum Sturz. Damit war Irland die erste Equipe, für die die Prüfung vorzeitig beendet war.
Während Sweetnams Sturz ohne Folgen für die Beteiligten blieb, war dies bei Teddy Vlock, dem zweiten Reiter Israels, anders. Vlock landete bei seinem Stutz zwar zum Glück nicht in der Nähe seines Pferdes, doch er blieb zunächst reglos auf dem Platz liegen. Letztlich verließ er den Platz mit Unterstützung auf eigenen Beinen, doch Israels große Hoffnungen bei ihrer ersten Olympiateilnahme als Springreitmannschaft waren damit beendet. Kōki Saitō ging als zweiter Reiter Japans nicht an den Start, da sich sein Pferd mit seinem Hufeisen selbst trat und damit eine leichte Blutung auslöste. Um eine Disqualifikation der Mannschaft zu vermeiden, verzichtet Saitō darauf anzutreten, so dass die im Einzel starken Japaner stattdessen ausschieden. Auch Mexiko schied aus, nachdem Eugenio Garza Perez Pferd Armani das Mauerhindernis, das ohne Fangständer oder sonstige seitliche Elemente zu Fehlern einlud, zwei Mal nicht überwinden wollte. Da jedoch der dritte Reiter Mexikos noch an den Start ging, wird Mexikos auf Rang 16 besser gewertet als die zuvor genannten Mannschaften, die nur einen Reiter in das Ziel brachten.
Schweden zeigte sich ebenso dominant wie im Einzelwettbewerb, keinen einzigen Fehler musste die Equipe verbuchen. Belgien verbuchte mit seiner Mannschaft, die drei Paare ihrer Goldequipe der Europameisterschaften 2019 umfasste, nur Zeitfehler. Ebenso Deutschland, das punktgleich mit Belgien abschloss. André Thieme, der in der Einzelwertung noch unglücklich ausgeschieden war, lieferte mit Chakaria trotz eines Stolperers der Stute während des Rittes die erste deutsche Runde ohne Springfehler ab. Maurice Tebbel überwand stilsicher bei seinem ersten Parcours in Tokio mit Don Diarado den Kurs und auch Daniel Deußers Stute Killer Queen war nach den Fehlern im Einzelfinale wieder top in Form. Bei den Schweizern glänzte insbesondere Olympiadebütant Bryan Balsiger. Für Steve Guerdat, Langzeit-Weltranglistenerster zwischen 2019 und 2021, verliefen die Olympischen Spiele weiterhin unglücklich, doch seine neun Strafpunkte ließen die Schweiz lediglich auf Rang vier zurückfallen. Für die Niederlande wurde es zum Schluss ganz eng: Nachdem Willem Greve bereits unerwartete drei Hindernisfehler unterliefen, schwächelte auch das Einzelbronze-Paar Maikel van der Vleuten und Beauville Z. Mit elf Strafpunkten Vorsprung auf die erste nicht mehr für das Mannschaftsfinale qualifizierte Mannschaft gestartet, fielen bei van der Vleuten zwei Stangen. Doch dabei blieb es, die Niederlande erreichten somit die Finalprüfung.
| Platz                                                 | Mannschaft                      | Reiter und Pferde                        | Strafpunkte           |
| 1                                                     | Schweden                        | Schweden                                 | 0                     |
| ----------------------------------------------------- | ------------------------------- | ---------------------------------------- | --------------------- |
|                                                       |                                 | Henrik von Eckermann mit King Edward     | 0                     |
| Malin Baryard-Johnsson mit Indiana                    | 0                               |                                          |                       |
| Peder Fredricson mit All In                           | 0                               |                                          |                       |
| 2                                                     | Belgien                         | Belgien                                  | 4                     |
|                                                       |                                 | Pieter Devos mit Claire Z                | 1                     |
| Jérôme Guery mit Quel Homme                           | 1                               |                                          |                       |
| Grégory Wathelet mit Nevados S                        | 2                               |                                          |                       |
| 2                                                     | Deutschland                     | Deutschland                              | 4                     |
|                                                       |                                 | André Thieme mit DSP Chakaria            | 1                     |
| Maurice Tebbel mit Don Diarado                        | 2                               |                                          |                       |
| Daniel Deußer mit Killer queen                        | 1                               |                                          |                       |
| 4                                                     | Schweiz                         | Schweiz                                  | 10                    |
|                                                       |                                 | Martin Fuchs mit Clooney                 | 1                     |
| Bryan Balsiger mit Twentytwo des Biches               | 0                               |                                          |                       |
| Steve Guerdat mit Venard de Cerisy                    | 9                               |                                          |                       |
| 5                                                     | Vereinigte Staaten              | Vereinigte Staaten                       | 13                    |
|                                                       |                                 | Laura Kraut mit Baloutinue               | 4                     |
| Jessica Springsteen mit Don Juan van de Donkhoeve     | 4                               |                                          |                       |
| McLain Ward mit Contagious                            | 5                               |                                          |                       |
| 6                                                     | Frankreich                      | Frankreich                               | 15                    |
|                                                       |                                 | Simon Delestre mit Berlux Z              | 1                     |
| Pénélope Leprevost mit Vancouver de Lanlore           | 5                               |                                          |                       |
| Mathieu Billot mit Quel Filou                         | 9                               |                                          |                       |
| 7                                                     | Großbritannien                  | Großbritannien                           | 20                    |
|                                                       |                                 | Holly Smith mit Denver                   | 4                     |
| Harry Charles mit Romeo                               | 12                              |                                          |                       |
| Ben Maher mit Explosion W                             | 4                               |                                          |                       |
| 8                                                     | Brasilien                       | Brasilien                                | 25                    |
|                                                       |                                 | Marlon Modolo Zanotelli mit Edgar M      | 0                     |
| Pedro Veniss mit Quabri de l’Isle                     | 5                               |                                          |                       |
| Rodrigo Pessoa mit Carlito’s Way                      | 20                              |                                          |                       |
| 9                                                     | Niederlande                     | Niederlande                              | 26                    |
|                                                       |                                 | Willem Greve mit Zypria S                | 13                    |
| Marc Houtzager mit Dante                              | 5                               |                                          |                       |
| Maikel van der Vleuten mit Beauville Z                | 8                               |                                          |                       |
| 10                                                    | Argentinien                     | Argentinien                              | 27                    |
|                                                       |                                 | Fabian Sejanes mit Emir                  | 7                     |
| Martin Dopazo mit Quintino                            | 14                              |                                          |                       |
| Matías Albarracín mit Cannavaro                       | 6                               |                                          |                       |
| 11                                                    | Ägypten                         | Ägypten                                  | 29                    |
|                                                       |                                 | Nayel Nassar mit Igor van de Wittemoere  | 8                     |
| Mohamed Talaat mit Darshan                            | 9                               |                                          |                       |
| Mouda Zeyada mit Galanthos                            | 12                              |                                          |                       |
| 12                                                    | Volksrepublik China             | Volksrepublik China                      | 35                    |
|                                                       |                                 | Li Yaofeng mit Jericho                   | 15                    |
| Zhang Xingjia mit For Passion d’Ive Z                 | 13                              |                                          |                       |
| Li Zhenqiang mit Uncas S                              | 7                               |                                          |                       |
| 13                                                    | Marokko                         | Marokko                                  | 37                    |
|                                                       |                                 | Ali Al Ahrach mit Golden Lady            | 10                    |
| El Ghali Boukaa mit Ugolino du Clos                   | 6                               |                                          |                       |
| Abdelkebir Ouaddar mit Istanbull van het Ooievaarshof | 21                              |                                          |                       |
| 14                                                    | Neuseeland                      | Neuseeland                               | 39                    |
|                                                       |                                 | Bruce Goodin mit Danny V                 | 17                    |
| Tom Tarver-Priebe mit Popeye                          | 13                              |                                          |                       |
| Daniel Meech mit Cinca                                | 9                               |                                          |                       |
| 15                                                    | Tschechien                      | Tschechien                               | 45                    |
|                                                       |                                 | Ondřej Zvára mit Cento Lano              | 15                    |
| Anna Kellnerová mit Catch Me If You Can OLD           | 17                              |                                          |                       |
| Aleš Opatrný mit Forewer                              | 13                              |                                          |                       |
| 16                                                    | Mexiko                          | Mexiko                                   | ausgeschieden         |
|                                                       |                                 | Enrique González mit Chacna              | 1                     |
| Eugenio Garza Perez mit Armani SL Z                   | ausgeschieden (2. Verweigerung) |                                          |                       |
| Patricio Pasquel mit Babel                            | 5                               |                                          |                       |
| 17                                                    | Israel                          | Israel                                   | ausgeschieden         |
|                                                       |                                 | Alberto Michán Halbinger mit Cosa Nostra | 12                    |
| Teddy Vlock mit Amsterdam                             | ausgeschieden (Sturz)           |                                          |                       |
| Ashlee Bond mit Donatello                             | nicht gestartet                 |                                          |                       |
| 17                                                    | Japan                           | Japan                                    | ausgeschieden         |
|                                                       |                                 | Daisuke Fukushima mit Chanyon            | 8                     |
| Kōki Saitō mit Chilensky                              | nicht gestartet                 |                                          |                       |
| Eiken Satō mit Saphyr des Lacs                        | nicht gestartet                 |                                          |                       |
| 17                                                    | Irland                          | Irland                                   | ausgeschieden         |
|                                                       |                                 | Shane Sweetnam mit Alejandro             | ausgeschieden (Sturz) |
| Bertram Allen mit Pacino Amiro                        | nicht gestartet                 |                                          |                       |
| Darragh Kenny mit Cartello                            | nicht gestartet                 |                                          |                       |

### Mannschaftsfinale
Der Parcours des Mannschaftsfinale unterschied sich in seinem Aufbau deutlich von jenem der Qualifikationsprüfung: Santiago Varela hatte dieses Mal einen Kurs gestaltet, der viele gerade bzw. leicht gebogene Linien enthielt, die mit 90-, 180- bzw. 270-Grad-Wendungen miteinander verbunden waren. Dementsprechend gab es in Normalumlauf der Prüfung auch keine Abkürzungsmöglichkeit um andere Hindernisse. Jede Wendung musste möglichst direkt geritten werden, um die erneut enge Zeit einzuhalten. Der höchste Sprung im Parcours war der Schluss-Steilsprung mit einer Höhe von 1,65 Meter, der jedoch wenig Probleme machte. Als ein Hauptfehlerschwerpunkt erwies sich der mittlere Sprung der dreifachen Kombination, ein eisblauer Oxer (ein überbautes Wasser) mit dem Gestaltungsthema der Japanmakaken und ihres Lebensraums. Insgesamt war der Parcours nochmals schwerer als der des Vortages.
Die Niederlande und Brasilien hatten in der Qualifikationsprüfung je ein Paar, welches unter seinem Leistungsniveau geblieben war. Diese Nationen tauschten daher (erstmals bzw. erneut) ein Reiter-Pferd-Paar aus. Während Yuri Mansur mit seinem Pferd bereits an der Einzelwertung teilgenommen hatte, kam Harrie Smolders erstmals bei diesen Olympischen Spielen zum Einsatz. Scott Brash hatte sein Pferd Jefferson nach dem Einzelfinale aufgrund einer Schwellung an einem Vorderbein zurückgezogen, Großbritannien hatte daher keine Möglichkeit mehr, ein Paar vor dem Finale auszutauschen.
Die ersten Reiter der Schweiz und Deutschlands, Martin Fuchs und André Thieme, kamen jeweils auf ein Ergebnis von acht Strafpunkten. Nach Einschätzung von Bundestrainer Otto Becker war Thiemes Stute Chakaria von allen drei deutschen Pferden auf dem Vorbereitungsplatz am besten gesprungen, dies schien sich auch in der ersten Hälfte des Ritts zu bestätigen. Doch beim Anritt zur zweifachen Kombination wählte Thieme einen Galoppsprung mehr als viele andere Reiter, was sich als Fehler erwies.
Für die Niederlande erwies sich die Entscheidung, Harrie Smolders in die Mannschaft nachrücken zu lassen, als richtig. Als eines von nur wenigen Paaren gelang ihm mit Bingo du Parc eine Null-Fehler-Runde. Bryan Balsiger erlebte einen Leistungseinbruch: In der Qualifikation noch die Stütze der Schweizer Mannschaft, hatte er im Finale vier Hindernisfehler. Schwedens zweite Reiterin Malin Baryard-Johnsson unterlief am mittleren Sprung der dreifachen Kombination der erste schwedische Springfehler überhaupt bei diesen olympischen Springreitwettbewerben. Nach zwei Reitern pro Mannschaft lagen damit Schweden, die Vereinigten Staaten und Belgien gleichauf mit vier Strafpunkten. Frankreich wählte als einzige Nation mit realistischer Aussicht auf einen Medaillenrang auch im Mannschaftsfinale die Taktik, Zeitstrafpunkt bewusst hinzunehmen, um keine Springfehler zu riskieren. Diese Taktik ging bei den ersten beiden Reitern auch auf, so dass Frankreich nach zwei Reitern pro Mannschaft mit nur zwei Strafpunkten in Führung lag.
Dem bei den vorherigen Olympischen Spielen auf Rang acht der Einzelwertung platzierte letzte Paar Argentiniens, Matías Albarracín und Cannavaro, zeigte der Parcours seine Grenzen auf, mit Mühe und 22 Strafpunkten stellte das Paar ein vollständiges Mannschaftsergebnis sicher. Im Verlauf der folgenden Ritte erweis sich dies als Glück für Argentinien, denn das Fehlen eines Streichergebnisses hatte noch erhebliche Auswirkungen auf die Prüfung: Großbritannien schied als erste Equipe aus. Nachdem seine Mannschaftskollegen bereits 24 Strafpunkte gesammelt hatten und Großbritannien damit abgeschlagen zurücklag, verzichtete das Einzelgoldpaar Ben Maher und Explosion W auf den Start. Daniel Deußer war mit seiner Stute Killer Queen für Deutschland die letzte Hoffnung, noch auf einen Platz in der vorderen Hälfte der zehn Mannschaften vorzurutschen (eine fehlerfreie Runde hätte Deutschland in ein Stechen um Bronze mit Belgien gebracht). Doch auch für Deußer lief es nicht wie gewünscht: Seine Stute erschrak sich kurz vor der dreifachen Kombination, überwand noch (mit Abwurf) den Einsprung, kam dann aber vor dem mittleren Sprung der Kombination zum Stehen. Deußer verzichtete zum Wohle seines Pferdes auf die Fortsetzung des Parcours, was das Aus für die Mannschaft zur Folge hatte.
Steve Guerdat schloss als letzter Schweizer Reiter mit vier Strafpunkten ab. Ohne eine fehlerfreie Runde waren diese Olympischen Spiele, trotz des besten Schweizer Ergebnisses an diesem Tag, für Guerdat nicht zufriedenstellend. Aus der Spitzengruppe schien sich Belgien nach zwei Springfehlern von Grégory Wathelet zu verabschieden. Doch auch McLain Ward und Peder Fredricson unterlief je ein Hindernisfehler. Ein Stechen zwischen den Vereinigten Staaten und Schweden war somit erforderlich. Unabhängig davon schien der Weg zu Gold frei für Frankreich. Doch die Goldhoffnungen endeten an der ersten dreifachen Kombination (Hindernisse 3a und 3b). Pénélope Leprevost und Vancouver de Lanlore kamen ungünstig zum Einsprung der Kombination, hatten dort einen Hindernisfehler. Vor dem Aussprung blieb Vancouver de Lanlore stehen, so dass das Paar die Kombination erneut anreiten musste. Dabei verweigerte Vancouver de Lanlore deutlich vor dem Einsprung, Leprevost schied aus und damit auch die französische Equipe.
Im Stechen, das nun die Vergabe von Gold und Silber ermittelt musste, gingen alle drei Reiter der Equipen der Vereinigten Staaten und Schwedens im Wechsel erneut an den Start. Nach zwei Reiter-Pferd-Paaren pro Nation war noch kein Springfehler passiert, alles lief (wie bereits im Einzelfinale) auf eine Entscheidung anhand der benötigten Zeit hinaus. McLain Ward lieferte als letzter US-Reiter eine fehlerfreie und extrem schnelle Runde ab, die das Ergebnis der Vereinigten Staaten um nur 39,92 Sekunden erhöhte. Das Einzel-Silberpaar, Peder Fredricson und All In, durften damit maximal knapp über 40 Sekunden für den Kurs benötigen, um das Mannschaftsgold zu gewinnen. Fredricson nahm diese Herausforderung an, blieb fehlerfrei und unterbot sogar noch die Zeit von Ward. Damit stand der erste schwedische Mannschafts-Olympiasieg im Springreiten seit 1924 fest.
| Platz                                             | Mannschaft                      | Reiter und Pferde                    | Normalumlauf                                | Stechen     | Stechen  |
| Platz                                             | Mannschaft                      | Reiter und Pferde                    | Strafpunkte                                 | Strafpunkte | Zeit     |
| 1                                                 | Schweden                        | Schweden                             | 8                                           | 0           | 122,90 s |
| ------------------------------------------------- | ------------------------------- | ------------------------------------ | ------------------------------------------- | ----------- | -------- |
|                                                   |                                 | Henrik von Eckermann mit King Edward | 0                                           | 0           | 42,00 s  |
| Malin Baryard-Johnsson mit Indiana                | 4                               | 0                                    | 41,89 s                                     |             |          |
| Peder Fredricson mit All In                       | 4                               | 0                                    | 39,01 s                                     |             |          |
| 2                                                 | Vereinigte Staaten              | Vereinigte Staaten                   | 8                                           | 0           | 124,20 s |
|                                                   |                                 | Laura Kraut mit Baloutinue           | 0                                           | 0           | 41,33 s  |
| Jessica Springsteen mit Don Juan van de Donkhoeve | 4                               | 0                                    | 42,95 s                                     |             |          |
| McLain Ward mit Contagious                        | 4                               | 0                                    | 39,92 s                                     |             |          |
| 3                                                 | Belgien                         | Belgien                              | 12                                          |             |          |
|                                                   |                                 | Pieter Devos mit Claire Z            | 4                                           |             |          |
| Jérôme Guery mit Quel Homme                       | 0                               |                                      |                                             |             |          |
| Grégory Wathelet mit Nevados S                    | 8                               |                                      |                                             |             |          |
| 4                                                 | Niederlande                     | Niederlande                          | 17                                          |             |          |
|                                                   |                                 | Marc Houtzager mit Dante             | 9                                           |             |          |
| Harrie Smolders mit Bingo du Parc                 | 0                               |                                      |                                             |             |          |
| Maikel van der Vleuten mit Beauville Z            | 8                               |                                      |                                             |             |          |
| 5                                                 | Schweiz                         | Schweiz                              | 28                                          |             |          |
|                                                   |                                 | Martin Fuchs mit Clooney             | 8                                           |             |          |
| Bryan Balsiger mit Twentytwo des Biches           | 16                              |                                      |                                             |             |          |
| Steve Guerdat mit Venard de Cerisy                | 4                               |                                      |                                             |             |          |
| 6                                                 | Brasilien                       | Brasilien                            | 29                                          |             |          |
|                                                   |                                 | Marlon Modolo Zanotelli mit Edgar M  | 12                                          |             |          |
| Yuri Mansur mit Alfons                            | 4                               |                                      |                                             |             |          |
| Pedro Veniss mit Quabri de l’Isle                 | 13                              |                                      |                                             |             |          |
| 7                                                 | Argentinien                     | Argentinien                          | 49                                          |             |          |
|                                                   |                                 | Fabian Sejanes mit Emir              | 14                                          |             |          |
| Martin Dopazo mit Quintino                        | 13                              |                                      |                                             |             |          |
| Matías Albarracín mit Cannavaro                   | 22                              |                                      |                                             |             |          |
| 8                                                 | Frankreich                      | Frankreich                           | ausgeschieden, 2 Strafpunkte nach 2 Ritten  |             |          |
|                                                   |                                 | Simon Delestre mit Berlux Z          | 1                                           |             |          |
| Mathieu Billot mit Quel Filou                     | 1                               |                                      |                                             |             |          |
| Pénélope Leprevost mit Vancouver de Lanlore       | ausgeschieden (2. Verweigerung) |                                      |                                             |             |          |
| 9                                                 | Deutschland                     | Deutschland                          | ausgeschieden, 12 Strafpunkte nach 2 Ritten |             |          |
|                                                   |                                 | André Thieme mit DSP Chakaria        | 8                                           |             |          |
| Maurice Tebbel mit Don Diarado                    | 4                               |                                      |                                             |             |          |
| Daniel Deußer mit Killer Queen                    | aufgegeben                      |                                      |                                             |             |          |
| 10                                                | Großbritannien                  | Großbritannien                       | ausgeschieden, 24 Strafpunkte nach 2 Ritten |             |          |
|                                                   |                                 | Holly Smith mit Denver               | 16                                          |             |          |
| Harry Charles mit Romeo                           | 8                               |                                      |                                             |             |          |
| Ben Maher mit Explosion W                         | nicht gestartet                 |                                      |                                             |             |          |